# Skaručna
Skaručna este o localitate din comuna Vodice, Slovenia, cu o populație de 277 de locuitori.